# Sárbogárd
Sárbogárd là một thành phố thuộc hạt Fejér, Hungary. Thành phố này có diện tích 189,34 km², dân số năm 2010 là 12715 người, mật độ 67 người/km².